# May Keating
Pour les articles homonymes, voir Keating.
May Keating (6 octobre 1895 - 4 mars 1965) est une socialiste, féministe et une militante des droits de l'homme irlandaise. 

## Enfance et famille
May Keating est née Mary Josephine Walsh à Eadestown, Rathmore dans le comté de Kildare, le 6 octobre 1895. Ses parents sont John Walsh, un fermier, et Martha (née Cullen), une institutrice nationale. Elle a un frère aîné, Joseph Walsh, qui devient médecin et épouse l'écrivaine Una Troy,. Elle fréquente l'école Sacred Heart à Roscrea dans le comté de Tipperary où elle est pensionnaire. Après la mort de sa mère et un épisode de rhumatisme articulaire aigu qui laisse des lésions sur son cœur, elle quitte Roscrea et est envoyée dans un couvent du Sacré-Cœur près de Séville, en Espagne, pour terminer ses études. Après avoir quitté l'école, elle travaille pendant un certain temps comme secrétaire bilingue à Séville. Elle se fiance à un ingénieur biscayen, mais après sa mort dans une explosion minière au Pays Basque, Keating retourne en Irlande en mai 1916 pour vivre avec une tante à Raheny, Dublin. Elle rejoint la branche Keating (Craobh an Chéitinnigh) de la Ligue gaélique, où elle rencontre l'artiste Seán Keating. Ils se marient à l'University Church de St Stephen's Green, le 2 mai 1919. Keating s'identifie comme agnostique et inscrit « indépendante » comme étant sa religion sur le certificat de mariage. Ils vivent d'abord dans des chambres sur Parnell Square puis ils déménagent dans un petit chalet loué à Featherbeds, Killakee dans le comté de Dublin. Ils ont deux fils, Michael (1927-2001) et Justin. 
Elle sert fréquemment de modèle pour les peintures de son mari,. Keating représente Mère Irlande dans le tableau An allegory de 1924, et une épouse et une mère regardant avec espoir la construction de la centrale hydroélectrique d'Ardnacrusha dans les Night candles are burnt out de 1929 Elle demande à Seán de ne pas dépeindre son activisme politique dans ses œuvres, mais sa forte influence sur ses opinions politiques de son mari a été remarquée. Ils déménagent à 'Áit an Chuain', à Willbrook, Ballyboden, Rathfarnham en 1935, où Keating s'occupe du jardin et s'occupe des animaux, souvent errants. 

## Carrière
Keating suit une formation de dactylographe au Caffrey's Secretarial College de Dublin et pendant un certain temps, elle est la secrétaire de Robert Barton. Elle occupe ensuite le poste de secrétaire de Hanna Sheehy-Skeffington, qu'elle rencontre alors qu'elle travaille avec la Croix-Blanche irlandaise. Elle passe deux mois à enseigner à l'école Berlitz de Hambourg en 1922. De retour à Dublin, elle évolue dans les cercles républicains et féministes de gauche avec Charlotte Despard, Rosamond Jacob, Dorothy Macardle et Harry Kernoff. Elle est également une membre active des Amis de la Russie soviétique. Elle reste liée à l'Espagne et est une partisane passionnée des républicains pendant la guerre civile espagnole. 
Elle est une membre active de la branche de Dublin du Left Book Club de Victor Gollancz qui est fondé en octobre 1936 et dirigée par Sheehy-Skeffington, ce qui encourage son activisme de gauche et antifasciste. En 1937, elle accueille un prêtre basque pro-républicain, le père Ramon Laborda lors de sa visite en Irlande, interprétant pour lui lors de réunions publiques organisées par le Comité espagnol d'aide. Elle fait également campagne pour les droits politiques et reproductifs des femmes, en particulier pour défendre les droits des mères célibataires à élever leurs enfants, en aidant personnellement plusieurs d'entre elles. Elle est fermement opposée à l'autorité de l'église catholique dans la vie politique et sociale irlandaise. Son activisme gagne en publicité lorsqu'elle siège au « comité du programme mère-enfant » en 1951, faisant campagne pour les services médicaux gratuits pour les mères et les enfants proposés par le ministre de la Santé Noël Browne. Elle et Browne envisagent de fonder un nouveau parti politique de gauche en 1952 lorsque William Norton empêcha Browne de rejoindre le parti travailliste. 
Les Keatings accueillent un large éventail d'activistes, de dissidents et de radicaux dans leur maison tout au long des années 1950. Ils hébergent souvent une cohorte de poètes et d'artistes en difficulté. Ils assistent régulièrement aux salons du dimanche d'Austin Clarke et sont actifs dans de nombreuses causes, y compris l'opposition à l'antisémitisme en Irlande et à l'étranger et le soutien au mouvement anti-apartheid irlandais des années 1960. Keating siège au comité exécutif de la Campagne irlandaise pour le désarmement nucléaire et a été membre du Conseil irlandais pour les libertés civiles. Keating est une figure centrale des organisations électorales de Browne et un autre politicien de gauche, Noel Hartnett, au milieu des années 1950. Lorsque Browne n'est pas candidat pour le Fianna Fáil à Dublin Sud-Est en 1954, Keating joue un rôle déterminant dans l'obtention de son élection en tant que candidat indépendant en 1957. Elle assiste à la réunion convoquée par Matt Merrigan en octobre 1956 pour discuter de la création d'un nouveau parti politique, lors de cette réunion Browne et Jack McQuillan plaident pour une nouvelle publication de gauche. Keating est l'une des fondatrices du journal mensuel de gauche, détenu et géré en coopération, The Plough, avec James Plunkett et Owen Sheehy-Skeffington. Keating écrit un certain nombre d'articles, augmente le nombre des abonnements, aide à l'édition et organise l'impression et la distribution de la revue. Elle est une membre active du groupe de discussion politique, le Club de 1913, qui épouse le nationalisme socialiste de James Connolly, et fondé par Owen Dudley Edwards, David Thornley et d'autres. Plus tard, Thornley décrit Keating comme l'une des deux plus grandes influences sur sa vie. En juillet 1958, le Club de 1913 se heurte au nouveau parti de Browne et McQuillan, les National Progressive Democrats. Browne craint que son organisation électorale ne soit infiltrée par des communistes de The Plough. Cette peur le conduit à dénoncer le fils de Keating, Justin, qui allait devenir rédacteur en chef de The Plough, en tant que communiste. Il rompt ensuite avec Keating en raison de ses sympathies communistes. Merrigan pense qu'elle est une socialiste républicaine et non une communiste. 
Keating meurt à son domicile The Wood sur Ballyboden Road à Rathfarnham, le 4 mars 1965, d'une insuffisance cardiaque. Elle est enterrée au cimetière Cruagh, Rockbrook dans le comté de Dublin. 